# Kravata

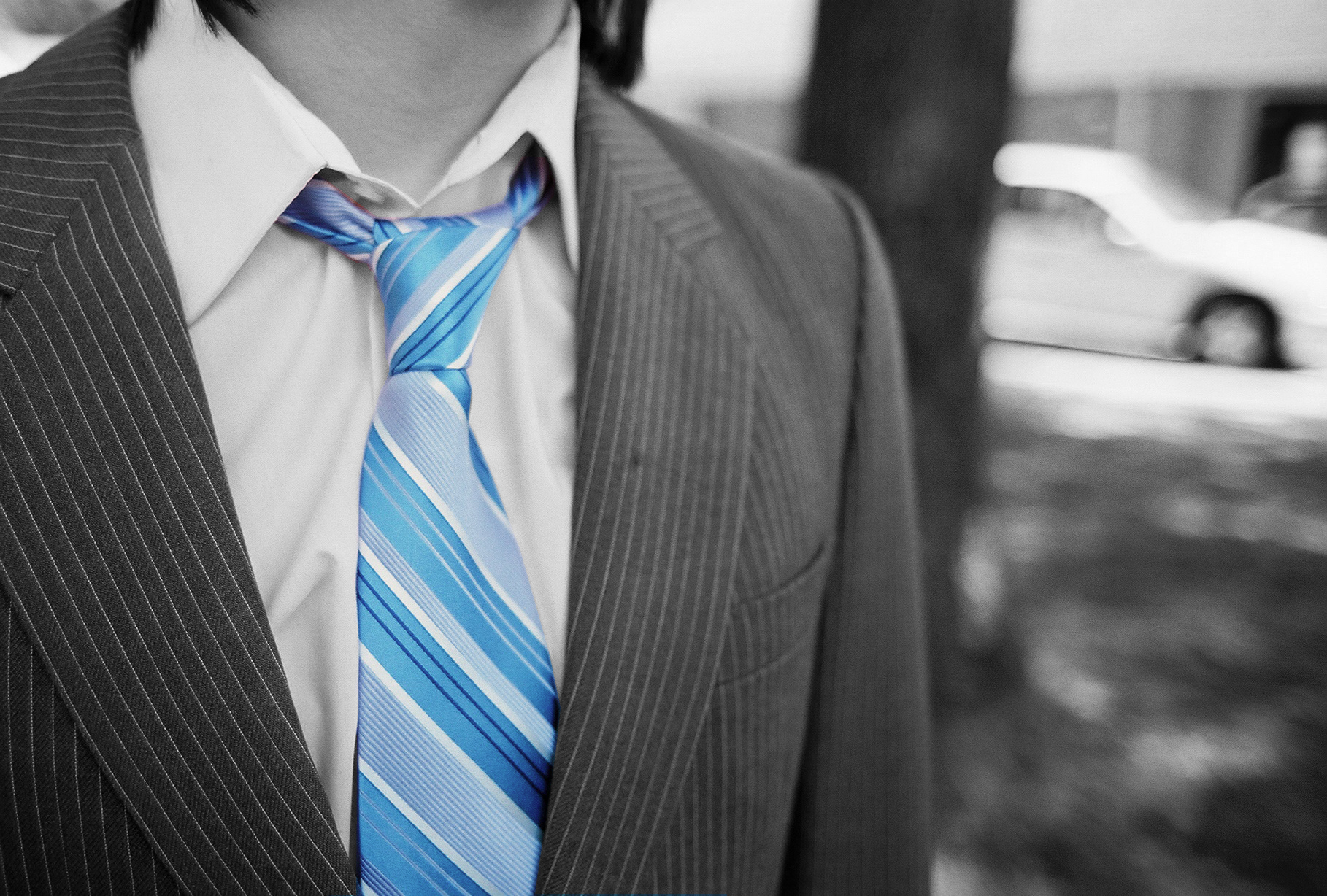
Kravata

Kravata (také vázanka, šlajfka či uzel, dříve také nákrčník) je část oblečení, které již více než 350 let slouží jako součást pánského šatníku. Podle sociologů a módních historiků je její funkce pouze estetická a sociální. Používání kravaty upravuje etiketa. Muži ji nosí na společenské, formální akce, v obchodním styku a na slavnostní události. V posledních několika dekádách (zřejmě od 40. let 20. století) našla kravata místo i v šatníku žen. Je také součástí mnoha uniforem.

## Popis
Kravata je osově souměrného čtyřúhelníkového tvaru, zhruba 130–170 cm dlouhá, v nejširším místě může mít 5–10 cm, na opačném konci 2–3 cm. Šity jsou z rubové strany, ať už z více dílů či vcelku, do tvaru zužující se trubice, která se poté protáhne na líc a konečný tvar vznikne souměrným přežehlením. Z vnitřní strany na obou koncích kravaty bývá podestýlka, (u dražších) ze saténu, nebo z polyesteru. Nejčastějšími dvěma materiály, ze kterých se šije, jsou hedvábí, které bývá použito u těch kvalitnějších; a polyester, který má zase menší mačkavost. V poslední dekádě vznikla „odnož“ pletených kravat s hranatým koncem (bez typické špičky) pro semiformální příležitosti.

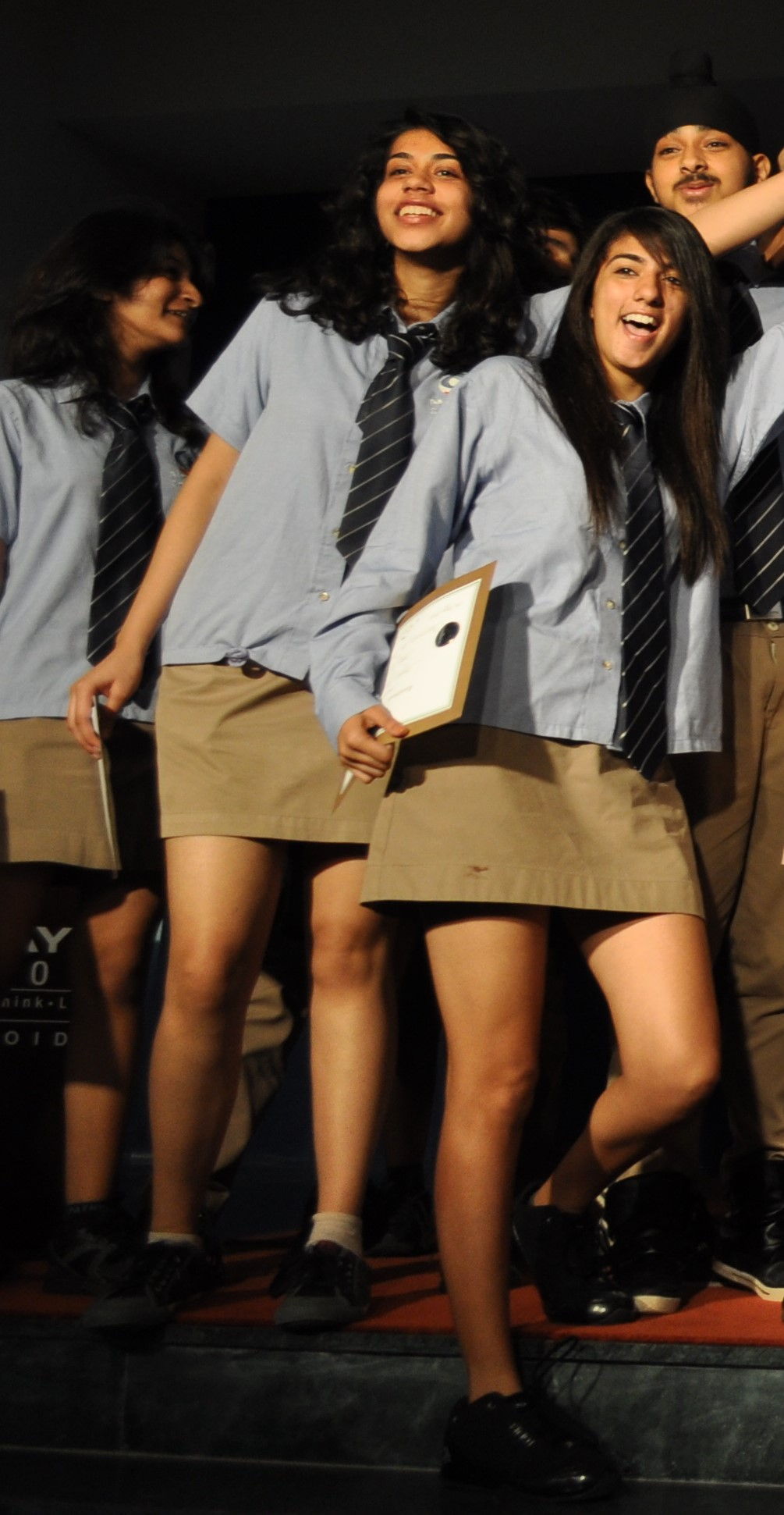
Studentky s kravatami. Do ženského šatníku se kravaty dostaly až v polovině 20. století. U žen není nutností mít při nošení kravaty košili zastrčenou v kalhotách.

Kravaty mohou mít mnoho motivů – pruhy, puntíky, kostky, paisley, vzory – nebo být jednolité, bez vzoru. Existují tzv. univerzitní kravaty s emblémy a symboly jednotlivých univerzit, obdobně to může být pro kapely či hudební spolky, jiné instituty. Na nejformálnější příležitosti je černá hedvábná kravata bez vzoru, která se dá nosit i na tzv. black tie events, zaměnitelně s černým motýlkem. Šikmé proužky jsou vhodné pro byznys. Ostatní vzory jsou pak poloformální a otázkou osobního stylu jeho nositele. Nejméně formální jsou kravaty s potiskem, obrázky, tematickými motivy (typu Vánoce, komiksoví hrdinové), které jsou jako volba do společnosti diskutabilní. Občas se dají jako inovativní vynález sehnat kravaty s malými kapsičkami, ale z hlediska pánské módy a stylu jsou vnímány spíše jako výstřelky a kuriozity.
Kravaty jsou určeny na košile s límečkem a dlouhými rukávy (až na výjimky typu pracovních uniforem, Svědků Jehovových apod.). Společenské košile mohou mít ad hoc dírky s knoflíky na špičce límečku tak, aby kravatu u krku lépe zafixovaly. Dalším, spíše estetickým doplňkem (a jedním z mála šperků pánského oblékání), je kravatová jehlice, která propichuje kravatový uzel ke smyčce kolem krku, nebo kravatový špendlík, který vypadá jako větší spínací špendlík a též upíná kravatu v oblasti jejího uzlu.
Na zadní straně mívají kravaty malé poutko, kterým se po uvázání uzlu provlékne tenčí konec kravaty, aby neplandal. Kravata se dá u prsou dodatečně upnout kravatovou sponou, která ji ke košili připne u okraje, kde se nacházejí knoflíkové dírky.

## Historie

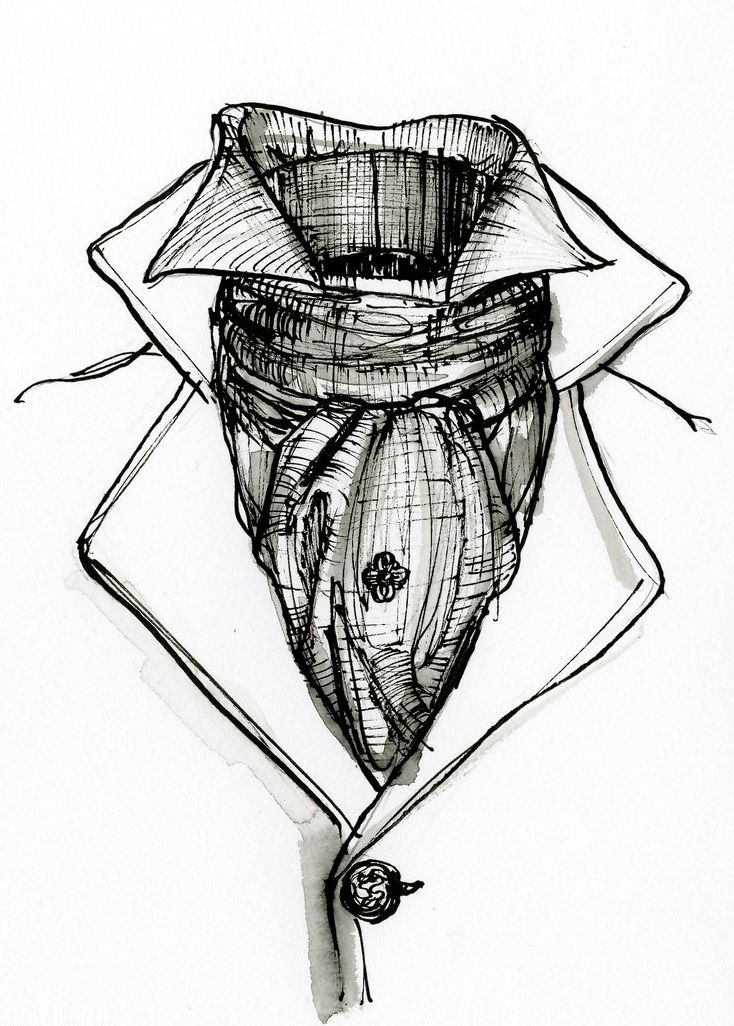
Nákrčník (19. století)

Historie kravaty začíná v roce 1635, kdy do Paříže dorazili chorvatští vojáci podpořit krále Ludvíka XIII. Jejich tradiční oblečení zahrnovalo i barevný šátek, který měli uvázaný kolem krku. Šátky byly vyrobeny z různého materiálu. Kravaty se staly brzy součástí uniformy francouzské armády.
Ve francouzštině se Chorvati dříve nazývali Cravate (dnes Croate). Odtud tedy vzniklo pojmenování tohoto módního doplňku cravate, které se přes německé Kravatte dostalo do i češtiny. Zde se však v současnosti používá pouze pro moderní kravaty, historické typy se označují jako nákrčníky. Naopak třeba v angličtině se výraz cravat používá jen pro nákrčníky.

## Jak vázat kravaty
Přestože lze teoreticky vytvořit až 85 variant uvázání kravaty (dle publikace The 85 Ways to Tie a Tie Thomase Finka a Yonga Maoa z roku 1999), nejběžnějších je pět typů:
(plný) Windsor
- velký symetrický široký uzel, který spotřebuje hodně délky
- hodí se na slavnostní příležitosti
- ke košili se širokým límcem
- připisuje se britskému králi Edwardovi VIII.

Manhattan
- menší asymetrický uzel
- jednoduchý na uvázání
- ke košili s úzkým až středním límcem

poloviční Windsor
- menší symetrický trojúhelníkový uzel
- skromnější varianta Windsoru
- ke košili se středně širokým límcem

Pratt (Shelby)
- představen byl v roce 1989 Jerry Prattem v TV show Dona Shelbyho
- symetrický uzel, populární zejména v USA

Long (Four in Hand)
- používá se nejčastěji
- je vhodný ke košilím, jejichž límečky jsou u sebe blízko
- patří mezi asymetrické uzle
- dobře vynikne u širších kravat

Kravatu je obvyklé nosit spolu s do kalhot zastrčenou košilí, přičemž v současnosti je doporučeno, aby kravata u košile zakrývala celý svislý pás knoflíků a její špička sahala přibližně k hornímu konci spony pásku. V minulých dekádách a v případě některých uniforem byla/je přijatelná kratší délka. Případ, kdy je kravata tak dlouhá, že její kratší konec není zakryt širším a „přečuhuje“, nepůsobí esteticky pěkně – je-li to možné, lze zvolit uzel, který používá více délky kravaty (jako třeba plný Winsor), nebo kratší konec zastrčit do košile dírou mezi knoflíky.